# Chrochvický potok
Chrochvický potok je levostranný přítok Labe v okrese Děčín (3,5 km jižně od centra Děčína) v Ústeckém kraji. Délka toku činí 3,18 km a plocha povodí zhruba 4 km².[zdroj?]

## Průběh toku
Chrochvický potok pramení v děčínské místní části Krásný Studenec mezi vrchy Chmelník (508 metrů) a Klobouk (502 metrů) v nadmořské výšce 338 metrů. Teče převážně východním směrem, ale stáčí se mírně k jihovýchodu. Potok je na horním a dolním toku obklopen zástavbou, pouze na středím toku protéká lesem. Asi 130 metrů před ústím do Labe podtéká železniční trať č. 090 mezi Děčínem a Ústím nad Labem spolu se silnicí I. třídy I/62. Nakonec se jeho vody vlévají do Labe v nadmořské výšce 123 metrů.
Chrochvický potok nemá žádný větší přítok. Vodu přijímá z bezejmenných potůčků. Nachází se na něm drobná retenční nádrž zmírňující kulminační průtoky během přívalových povodní a nachází se na rozhraní středního a dolního toku. Břehy v nezastavěné části podléhají vlivům erozi. Je to z důvodu, že v povodí potoka dochází k pravidelným sesuvům půdy. Například na severovýchodním svahu vrchu Chmelník došlo v roce 1914 během Velikonoc k mohutnému sesuvu, jehož čelo na několika místech přehradilo potok. K jeho odklizení byla povolána armáda.[zdroj⁠?!]

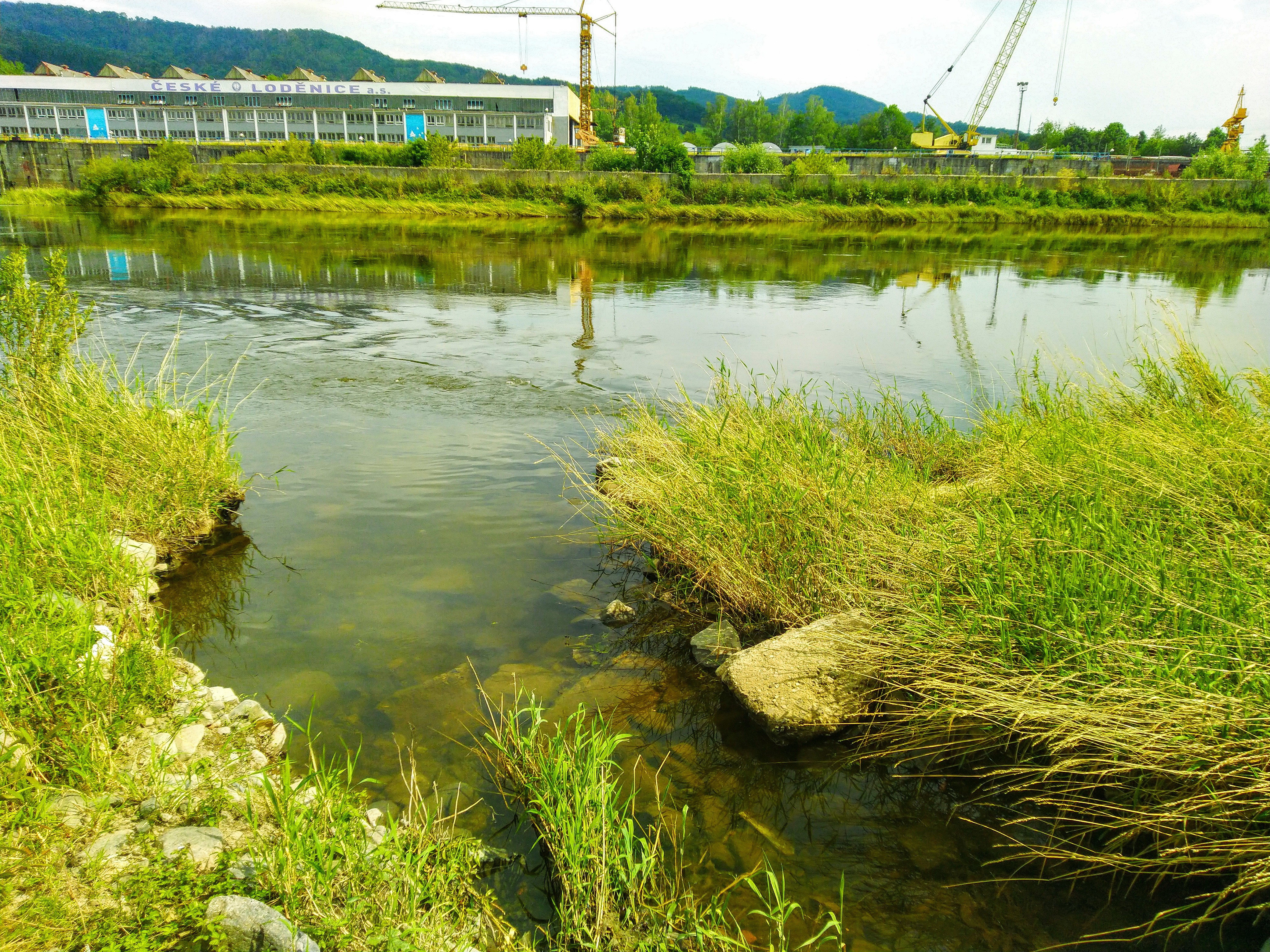
Ústí do Labe.